# Geraldo Alckmin
Geraldo José Rodrigues Alckmin Filho (Pindamonhangaba, 7 de novembro de 1952) é um médico, professor e político brasileiro. Filiado ao Partido Socialista Brasileiro (PSB), é o 26.º vice-presidente do Brasil e, cumulativamente, ministro do Desenvolvimento, Indústria, Comércio e Serviços desde 1.º de janeiro de 2023. Foi governador do Estado de São Paulo de 2001 a 2006 e de 2011 a 2018, tendo sido o político que por mais tempo comandou o governo paulista desde a redemocratização do Brasil. Lecionou como professor universitário no curso de medicina da Universidade Nove de Julho e é membro da Academia de Medicina de São Paulo.
Alckmin é sobrinho do ex-ministro do Supremo Tribunal Federal, Rodrigues Alckmin, e primo de José Maria Alkmin, que também foi vice-presidente da República. É casado com Lu Alckmin, com quem teve três filhos: Sophia Alckmin, Geraldo e Thomaz Alckmin, este último falecido. Formado em medicina pela Universidade de Taubaté, iniciou sua carreira política em Pindamonhangaba, onde foi eleito vereador, presidente da Câmara dos Vereadores e prefeito. Depois, foi eleito para a Assembleia Legislativa nas eleições de 1982 e para deputado federal em 1986 e 1990. Em 1988, foi um dos fundadores do Partido da Social Democracia Brasileira (PSDB), ao qual foi filiado até 2021. Entre 1991 e 1994, presidiu o PSDB-SP.
Em 1994, elegeu-se vice-governador de São Paulo na chapa de Mário Covas. Em 2000, concorreu à prefeitura de São Paulo, sendo derrotado no primeiro turno. Com a morte de Covas, em março de 2001, assumiu o governo do estado e se reelegeu em 2002. Em março de 2006, renunciou ao governo paulista para concorrer à presidência na eleição do mesmo ano. Obteve 39,17% dos votos no segundo turno, sendo derrotado pelo presidente Luiz Inácio Lula da Silva. Em 2008, candidatou-se à prefeitura de São Paulo, sendo novamente derrotado no primeiro turno. Em 2009, foi nomeado secretário de desenvolvimento do estado de São Paulo pelo governador José Serra.
Foi novamente eleito governador de São Paulo, no primeiro turno da eleição de 2010, retornando ao Palácio dos Bandeirantes em janeiro de 2011. Em 2014, reelegeu-se também no primeiro turno. Renunciou em abril de 2018 para disputar a eleição presidencial daquele ano, em que concorreu novamente à presidência da República e logrou a quarta colocação, com 4,7% dos votos válidos. Em 2022, filiou-se ao PSB e elegeu-se vice-presidente da República na chapa de Luiz Inácio Lula da Silva. Em 3 de novembro de 2022 foi nomeado para chefiar a transição de governo.

## Familiares, formação e docência
Geraldo José Rodrigues Alckmin Filho nasceu na cidade paulista de Pindamonhangaba, Vale do Paraíba, descendente de judeus sefarditas da Península Ibérica. É filho de Míriam Penteado e Geraldo José Rodrigues Alckmin, tendo este militado na União Democrática Nacional (UDN).
Também é sobrinho de José Geraldo Rodrigues de Alckmin, que foi ministro do Supremo Tribunal Federal (STF), e primo de José Maria Alkmin, que foi vice-presidente da República durante o governo Castelo Branco.
Alckmin é católico praticante e, segundo a revista Época, recebeu formação cristã da prelazia Opus Dei, tendo ele declarado à revista que o seu tio, José Geraldo, era membro dessa instituição e que seu pai, Geraldo José, era franciscano. Afirmou, porém, que jamais fez parte do Opus Dei.
É casado desde 1979 com Lu Alckmin, com quem teve três filhos: Sophia, Geraldo e Thomaz. Este último morreu em um acidente de helicóptero em 2 de abril de 2015, na cidade de Carapicuíba, região metropolitana de São Paulo.
Alckmin formou-se em 1977 pela então Faculdade de Medicina de Taubaté, atualmente vinculada à Universidade de Taubaté, com especialização em anestesiologia pelo IAMSPE obtida em 1979.
Lecionou como professor convidado do curso de mestrado em Cidades Inteligentes e Sustentáveis da Universidade Nove de Julho (UNINOVE) entre 2019 e 2022.

## Início da carreira política

Cartaz da campanha de 1976

Alckmin iniciou a carreira política nos movimentos estudantis católicos (1970) e na faculdade de medicina, e foi neste seio que recebeu o convite de seu amigo e então presidente do antigo Movimento Democrático Brasileiro (MDB) de Pindamonhangaba, Paulo Delgado, a filiar-se naquela agremiação, que fazia oposição à ditadura militar.
Formalizou sua filiação partidária em 14 de agosto de 1972, aos dezenove anos de idade, quando ainda estava no primeiro ano da faculdade de medicina. Já na primeira disputa como candidato, elegeu-se vereador no município paulista de Pindamonhangaba em 1972. Foi eleito com 1 447 votos, sendo o vereador mais votado entre os eleitos e o vereador proporcionalmente mais bem votado da cidade até hoje, com mais de 10% dos votos válidos. Alckmin foi escolhido presidente da Câmara Municipal logo em seu primeiro mandato.
Em 1976, foi eleito prefeito de Pindamonhangaba, tornando-se o mais jovem prefeito da cidade. Alckmin venceu a eleição por uma diferença de 67 votos. Assumiu o cargo em 1977, seu último ano no curso de medicina. Já empossado prefeito, nomeou seu pai chefe de gabinete da prefeitura, o que gerou acusações de nepotismo.
Nas eleições estaduais de 1982, foi eleito deputado estadual de São Paulo com 96 232 votos.

## Deputado federal
Nas eleições de 1986, Alckmin foi eleito deputado federal constituinte com 125 127 votos. Em 1988, descontente com os rumos do PMDB, Alckmin, Franco Montoro, José Serra, Bresser Pereira, Fernando Henrique Cardoso, Mário Covas e outros dissidentes fundam o Partido da Social Democracia Brasileira.
Alckmin foi reeleito deputado federal nas eleições de 1990, desta vez com 55 639 votos, sendo o quarto mais votado dentre os candidatos do PSDB. Neste segundo mandato, foi autor do projeto que transformou-se na Lei 8078/90, o Código de Defesa do Consumidor, que apresentou para apreciação do Congresso em 16 de novembro de 1988. Foi relator, na Câmara dos Deputados, do projeto que converteu-se na Lei de Benefícios da Previdência Social. Também foi autor de um dos projetos que se converteram na Lei Orgânica da Assistência Social (LOAS), e relator do projeto de lei que facilita e disciplina a doação de órgãos para transplantes.

## Vice-governador de São Paulo
Alckmin foi presidente estadual do PSDB de São Paulo entre 1991 a 1994. Como presidente do partido, Alckmin fundou diretórios e atraiu aliados pelo interior do estado. Esse trabalho despertou a atenção de Mario Covas, que o escolheu como seu candidato a vice-governador nas eleições estaduais em São Paulo de 1994. A chapa Covas-Alckmin venceu a eleição, derrotando em segundo turno Francisco Rossi.
No primeiro ano de seu mandato, Covas nomeou Alckmin para a presidência do Programa Estadual de Desestatização (PED). O PED era um programa complexo que previa a privatização de importantes empresas estatais e concessão de trechos de rodovias e ferrovias à iniciativa privada. Naquele momento, o governo do estado passava por uma grande crise financeira, estando o Banespa, então o principal banco estatal do estado, sob intervenção do Banco Central do Brasil desde 31 de dezembro de 1994. O governo também estava impedido de contrair novos empréstimos e rolar dívidas. O PED foi o único programa estadual que cumpriu todas as metas de privatização estipuladas pelo governo federal.
Alckmin tornou-se também um dos principais articuladores políticos de Covas no interior paulista, principalmente no Vale do Paraíba e Litoral Norte, o que lhe garantiu a permanência como candidato a vice de Covas na campanha para a reeleição de 1998, onde ambos foram vitoriosos contra o então candidato Paulo Maluf.[carece de fontes?]
Em 2000, como vice-governador, Alckmin foi admitido pelo presidente Fernando Henrique Cardoso à Ordem do Mérito Militar no grau de Comendador especial. Nas eleições do mesmo ano, Alckmin licenciou-se do cargo de vice-governador, e, por indicação de Covas, foi o candidato do PSDB à Prefeitura de São Paulo. Pouco conhecido na capital, partiu de índices de intenção de votos minúsculos para uma votação de 17,21%, ficando apenas 7 691 votos atrás do segundo colocado, Maluf (então no PPB), que foi para o segundo turno com Marta Suplicy (PT). Marta venceu a eleição, e Alckmin voltou a ocupar o cargo de vice-governador. Esta foi a primeira eleição que Alckmin foi derrotado.

## Governador de São Paulo (2001–2006)

### Primeiro mandato; 2001–2003

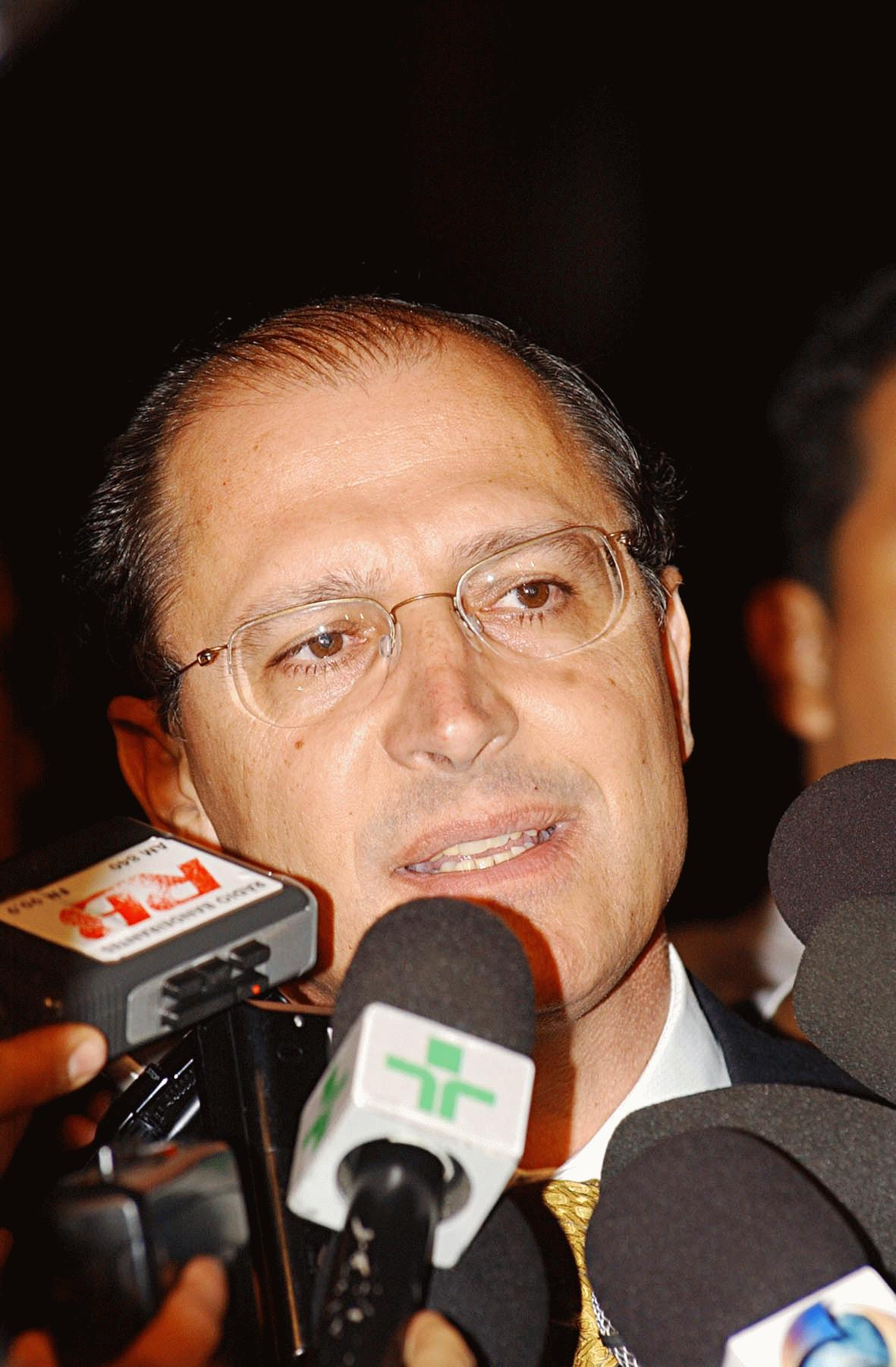
Alckmin em 2003

Em 22 de janeiro de 2001, com o agravamento do estado de saúde de Mário Covas, que se tratava de um câncer na bexiga, Alckmin assumiu interinamente o governo do Estado de São Paulo. Covas veio a falecer em 6 de março de 2001, em decorrência de falência múltipla dos órgãos. Alckmin foi empossado definitivamente no cargo no mesmo dia, com um mandato que terminaria em 1º de janeiro de 2003.

### Eleições estaduais de 2002
Sua candidatura a reeleição em 2002 foi contestada por alguns partidos. O PT e o PPB entraram com uma ação na justiça pedindo a invalidação de sua candidatura e de seu vice, Cláudio Lembo. Os partidos argumentaram que Alckmin foi vice-governador por dois mandatos consecutivos e tornou-se governador após a morte de Covas, o que configuraria um terceiro mandato. Apesar da controvérsia, Alckmin foi candidato pela coligação "São Paulo em Boas Mãos", formada por três partidos: PSDB, PFL e PSD, sendo eleito no segundo turno com mais de doze milhões de votos.
Nas pesquisas iniciais, Alckmin estava atrás do ex-governador Paulo Maluf. Alckmin passou a liderar as pesquisas de intenções de votos após a segunda semana de setembro de 2002. Nas vésperas do primeiro turno, que foi realizado em 6 de outubro, pesquisas indicavam Alckmin na primeira colocação, seguido por Maluf e José Genoino empatados tecnicamente na segunda colocação.
No primeiro turno Alckmin conseguiu 7,5 milhões de votos (38,28%), classificando-se para o segundo turno, juntamente com José Genoino. No segundo turno, Alckmin tinha vantagens consideráveis em todas as pesquisas que foram realizadas. Os resultados das pesquisas confirmaram-se e Alckmin foi reeleito, tendo 12 008 819 votos (58,64%), cerca de 3,5 milhões de votos a mais que Genoino.

### Segundo mandato: 2003–2006

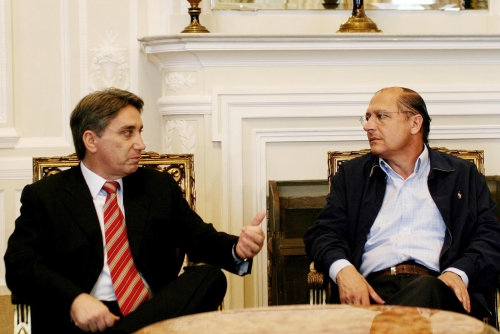
Alckmin com o governador do Rio Grande do Sul Germano Rigotto em 2006.

Segundo pesquisas realizadas pelo Datafolha em 4 de janeiro de 2004, Alckmin foi considerado o segundo melhor governador do país, tendo recebido nota 7,1 (numa escala de 0 a 10), perdendo somente para o governador de Pernambuco, Jarbas Vasconcelos (PMDB), que havia recebido 7,2. Segundo outra pesquisa do mesmo instituto, divulgada em 17 de março de 2006, Alckmin conseguiu manter a alta popularidade e obteve o melhor índice de aprovação de seu mandato: 68% da população considerou a administração ótima ou boa, 23% regular e apenas 6% ruim ou péssima. A nota média do governo Alckmin subiu para 7,3. Segundo o próprio instituto e considerando pesquisas realizadas entre 1995 a 2006, poucos foram os governadores que alcançaram avaliação positiva tão alta quanto a de Alckmin. Ainda em 2003, Alckmin foi promovido pelo presidente Luiz Inácio Lula da Silva ao grau de Grande-Oficial da Ordem do Mérito Militar.
Alckmin deixou o governo do estado em 30 de março de 2006 devido à data-limite para sua desincompatibilização, tendo em vista a candidatura à Presidente da República. Passou o cargo para o vice-governador Cláudio Lembo (PFL) em uma cerimônia realizada no Palácio dos Bandeirantes.

## Campanha presidencial em 2006

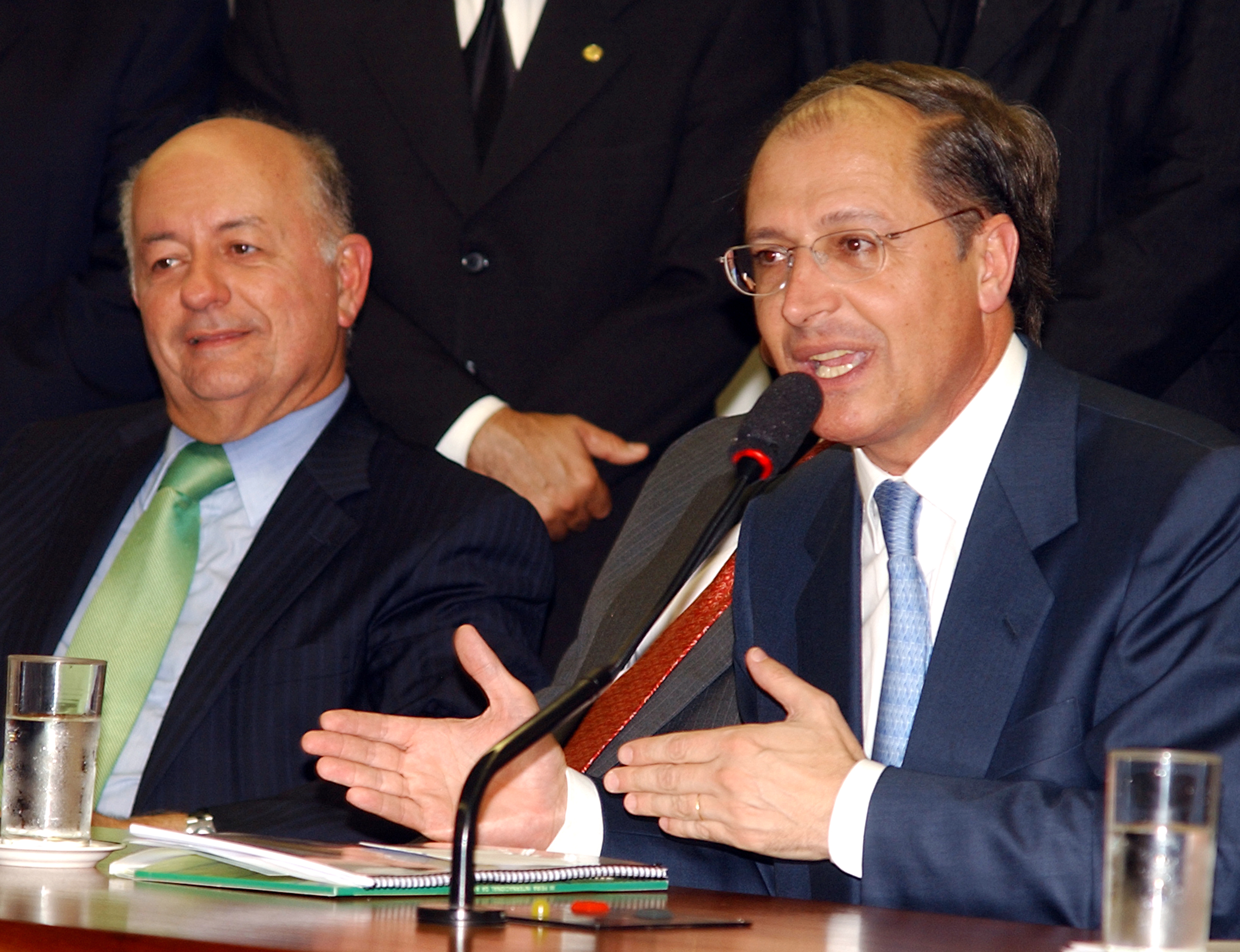
Alckmin e o candidato a vice José Jorge durante a formalização da aliança entre PSDB e PFL para a eleição presidencial.

Em 14 de março de 2006, Alckmin foi escolhido como o candidato do PSDB na eleição presidencial de 2006, A escolha ocorreu após a desistência do prefeito paulistano José Serra, preferido pela cúpula do partido.
Seu programa de governo, intitulado "Caminhos para o desenvolvimento", enfatizava o crescimento econômico com redução de impostos. Objetivava também melhorar os seguintes aspectos: educação, saúde, segurança pública e inclusão social. Pretendia oferecer transparência e eficiência em sua gestão, em um verdadeiro "choque gerencial e de decência". Em seus discursos, Alckmin criticava parlamentares petistas, citando principalmente o chamado "mensalão".
O candidato a vice-presidente da chapa de Alckmin ficou para ser escolhido pelo PFL, em uma convenção que foi realizada em maio de 2006. Nesta convenção, havia dois candidatos: os senadores José Jorge, de Pernambuco, e José Agripino, do Rio Grande do Norte. O PFL organizou um colégio eleitoral composto por deputados federais, senadores, governadores, prefeitos de capitais e outros membros da executiva nacional que não cumpriam mandato. Esse colégio eleitoral escolheu, por 51 votos, o senador José Jorge, que venceu Agripino por uma diferença de seis votos.

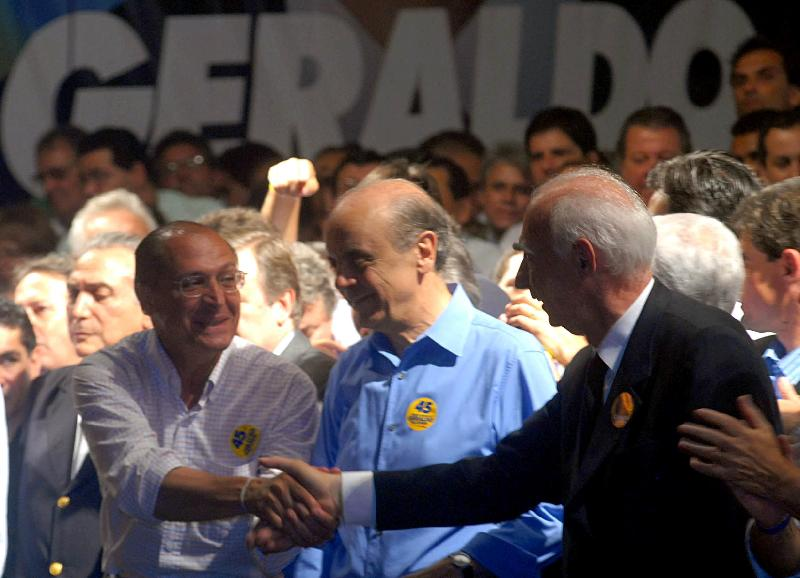
Alckmin em comício durante a campanha presidencial de 2006. acompanhado pelo Governador de São Paulo, Cláudio Lembo e pelo Governador Eleito, José Serra

No primeiro turno, muitos já davam como certa a reeleição do presidente Luiz Inácio Lula da Silva, do Partido dos Trabalhadores, pois este aparecia com mais de 51% das intenções de voto nas pesquisas de institutos como Ibope, Vox Populi e Datafolha. Até que, em setembro, poucas semanas antes das eleições, estourou um escândalo envolvendo pessoas ligadas à campanha do presidente: o Escândalo do Dossiê, uma operação montada para comprar um dossiê contra Alckmin e José Serra. O dossiê seria comprado em São Paulo, dos chefes da Máfia das Ambulâncias, Darci e Luiz Vedoin, por 1,7 milhão de reais — R$ 1,168 milhão e mais US$ 248 mil.

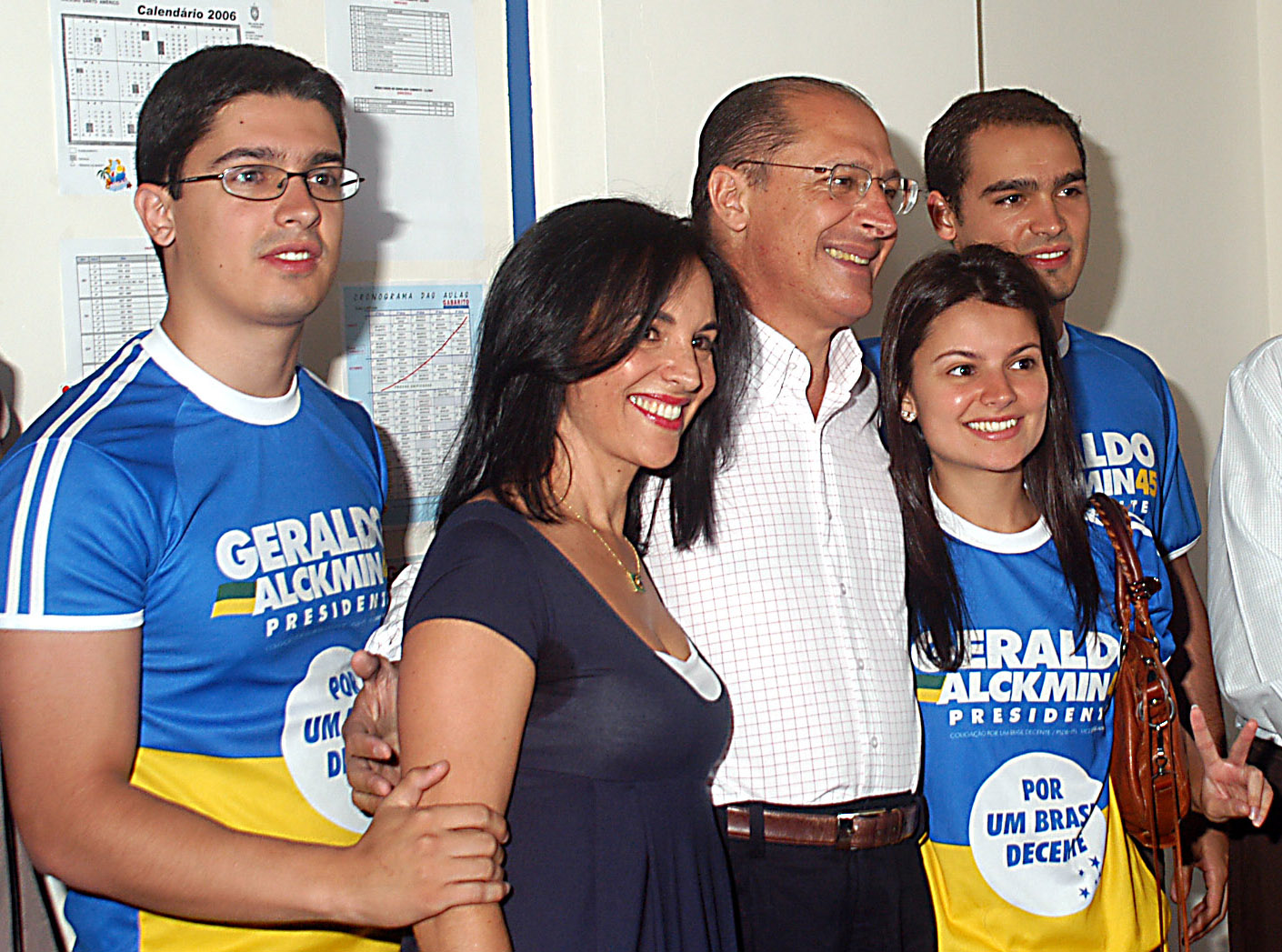
Família Alckmin vestindo camisetas promocionais durante a campanha eleitoral

Atribui-se ainda ao não-comparecimento ao debate na Rede Globo entre os candidatos à presidência, ao qual compareceram Alckmin, Cristovam Buarque, e Heloísa Helena, uma queda nas intenções de voto em Lula. Em uma pesquisa divulgada pelo instituto Datafolha sobre o debate da Globo, 45% dos entrevistados responderam que Alckmin foi o candidato que se saiu melhor, seguido por Heloísa Helena (24%) e Cristovam Buarque (10%). Pela primeira vez em muito tempo, as pesquisas de intenção de voto demonstraram que Alckmin se aproximava do presidente nas pesquisas. No primeiro turno, ocorrido no dia 1º de outubro, Alckmin e Lula foram ao segundo turno. Lula recebeu mais de 46 milhões de votos, somando 48,6% dos votos válidos, enquanto Alckmin recebeu quase 40 milhões de votos, ficando com 41,63% dos votos válidos.
No segundo turno, Alckmin teve uma postura mais agressiva em relação à disputa, principalmente no primeiro debate. Desta vez, Lula compareceu a todos os debates.
 Muitos analistas da imprensa consideraram que Alckmin venceu os debates do segundo turno, mas, se vitoriosa, sua atuação não repercutiu nas pesquisas de intenção de voto, que apontavam o crescimento de Lula. A vantagem deste foi atribuída por muitos aos boatos de que o tucano, se eleito, privatizaria empresas estatais como o Banco do Brasil, Petrobras e Caixa Econômica Federal, e que acabaria com o programa Bolsa Família. No segundo turno, ocorrido no dia 29 de outubro, Lula reelegeu-se com mais de 58 milhões de votos, 60,82% dos votos válidos. Alckmin obteve 39,17% dos votos válidos, 2,4 milhões de votos a menos do que no primeiro turno.

## Atividades entre a campanha presidencial e o governo paulista
No segundo semestre de 2007, Alckmin viajou com a filha e a esposa para a cidade de Cambridge, em Massachusetts, nos Estados Unidos. Ele foi aluno visitante do Centro de Relações Internacionais de Weatherhead (em inglês, Fellow of the Weatherhead Center for International Affairs), cursando diversas disciplinas na John F. Kennedy School of Government, na Universidade Harvard.

### Eleição municipal de São Paulo em 2008
Em agosto de 2007, Alckmin liderava uma pesquisa realizada pelo Datafolha para a prefeitura de São Paulo em 2008. Nesta pesquisa, ele tinha 30% das intenções de votos, seguido por Marta Suplicy (24%), Paulo Maluf (11%), Gilberto Kassab (10%) e Luiza Erundina (9%).
O PSDB estava dividido entre lançar a candidatura de Alckmin e apoiar a reeleição de Gilberto Kassab. Na convenção do partido, realizada em julho de 2008, Alckmin recebeu o apoio de 89% dos militantes tucanos. Sua coligação recebeu o nome de São Paulo na Melhor Direção e foi composta por cinco partidos. O candidato a vice-prefeito foi o deputado estadual Campos Machado.
Pesquisas de intenções de votos realizadas até julho de 2008 mostravam que Marta e Alckmin iriam para o segundo turno. Com o início da propaganda gratuita de rádio e TV em agosto, Kassab passou a crescer nas pesquisas. Nas vésperas da eleição, o Datafolha mostrou Alckmin com 19% das intenções de votos e fora do segundo turno. No primeiro turno, realizado em 5 de outubro, Alckmin obteve 1,4 milhão de votos (22,48%), contra os 2 milhões (32,79%) de Marta e 2,1 milhões (33,61%) de Kassab. Alckmin e o PSDB declararam apoio a Kassab, que foi reeleito.

### Secretário estadual de Desenvolvimento
Em 19 de janeiro de 2009, o governador do estado de São Paulo, José Serra, anunciou Alckmin como o novo secretário estadual de Desenvolvimento, cargo que até então era ocupado pelo vice-governador, Alberto Goldman. Ele deixou a secretaria em 1º de abril de 2010 para concorrer ao governo do estado.

## Governador de São Paulo (2011–2018)

### Eleições estaduais de 2010

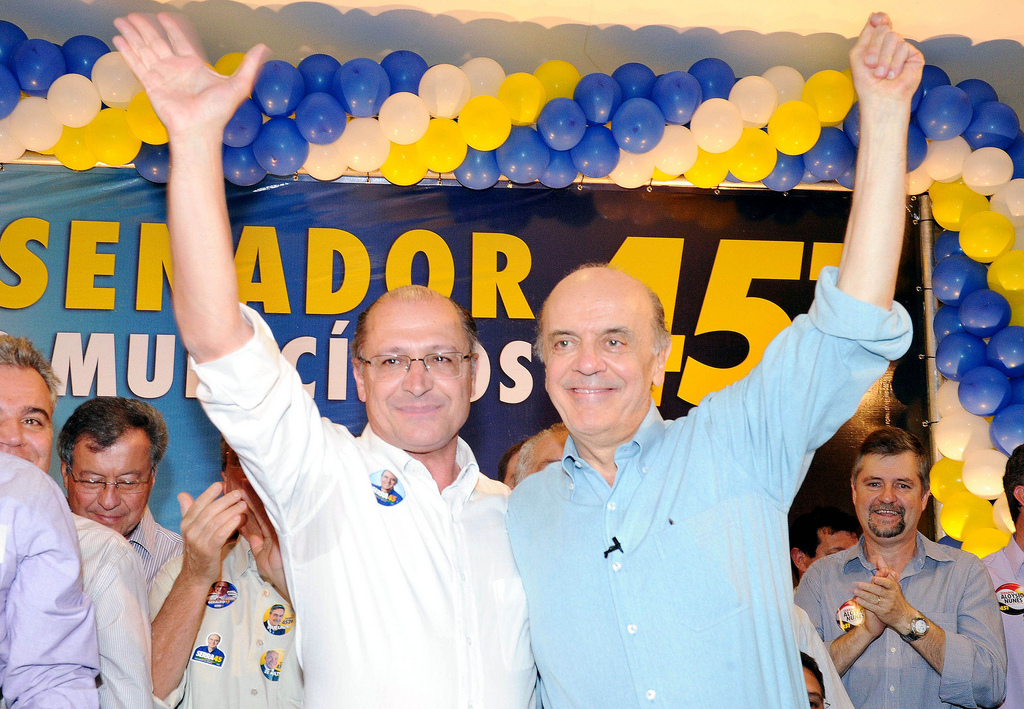
Alckmin e José Serra em um evento eleitoral da campanha de 2010.

Na convenção do PSDB, realizada em 13 de junho de 2010, Alckmin foi oficializado como o candidato do partido ao governo de São Paulo. Sua coligação, que recebeu o nome de "Unidos Por São Paulo", foi formada por seis partidos. O candidato a vice-governador foi Guilherme Afif Domingos, do DEM. A coligação teve como candidatos ao senado o ex-governador Orestes Quércia (PMDB), que acabou desistindo da candidatura para tratar de um câncer de próstata, e o ex-secretário da Casa Civil de São Paulo Aloysio Nunes Ferreira, que foi eleito senador com a maior votação para o cargo na história do país.
Alckmin foi eleito governador no primeiro turno com 11,5 milhões de votos (50,63% dos votos válidos), derrotando o senador Aloizio Mercadante (PT), que obteve oito milhões de votos (35,23%).
No mesmo ano, Alckmin foi considerado pela revista Época um dos 100 brasileiros mais influentes do ano, destaque que recebeu também no ano seguinte.

### Terceiro mandato; 2011–2014

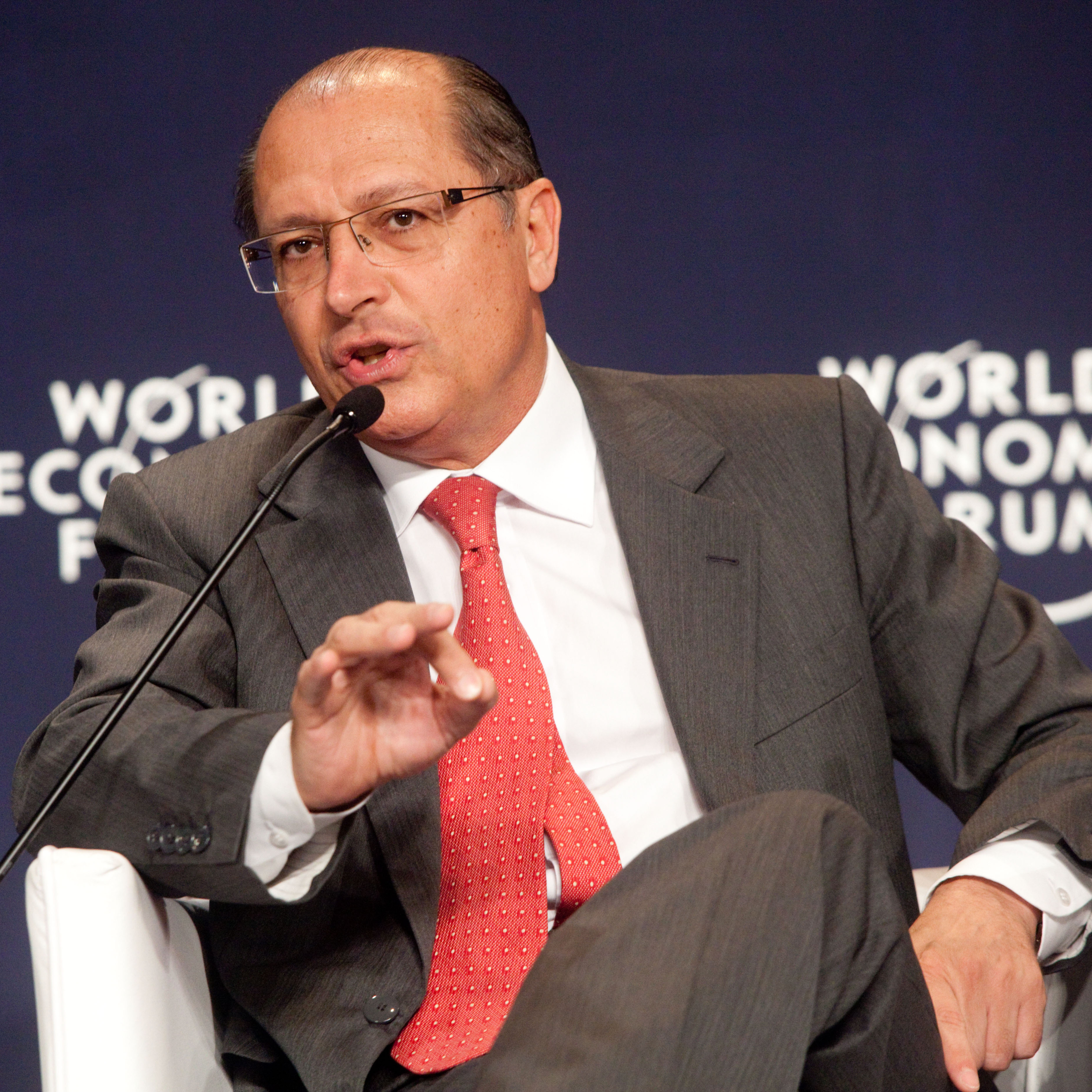
Alckmin durante o Fórum Econômico Mundial de 2011.

Alckmin assumiu o governo de São Paulo pela terceira vez em 1º de janeiro de 2011. A posse ocorreu durante uma cerimônia realizada na Assembleia Legislativa do Estado.
Sua administração enfrentou, em 2013, greves na educação e na saúde. Após o reajuste nas passagens dos trens metropolitanos e do metrô, iniciaram-se grandes manifestações de protestos, que também aconteceram por todo o Brasil, e que tiveram várias causas e objetivos. Este reajuste foi posteriormente suspenso por Alckmin e pelo prefeito de São Paulo Fernando Haddad.
Em março de 2011, uma pesquisa do Datafolha mostrou que 48% dos paulistas consideravam o governo de Alckmin como ótimo ou bom, 29% consideravam como regular e 14% como ruim ou péssimo. Em junho de 2013, 52% consideravam sua gestão como ótima ou boa, 31% como regular e 15% como péssima.
Durante a onda de manifestações de junho a julho de 2013, o Datafolha indicou que o número de cidadãos que aprovavam a sua administração caiu, enquanto os que reprovavam aumentou. A pesquisa inicial sobre o desempenho de Alckmin frente aos protestos mostrou que pouco mais da metade dos habitantes da capital reprovavam a sua atuação. Esses índices caíram sucessivamente nas pesquisas posteriores. No final de 2013, sua popularidade teve um leve aumento, indo a 41% de ótimo ou bom.

### Eleições estaduais de 2014

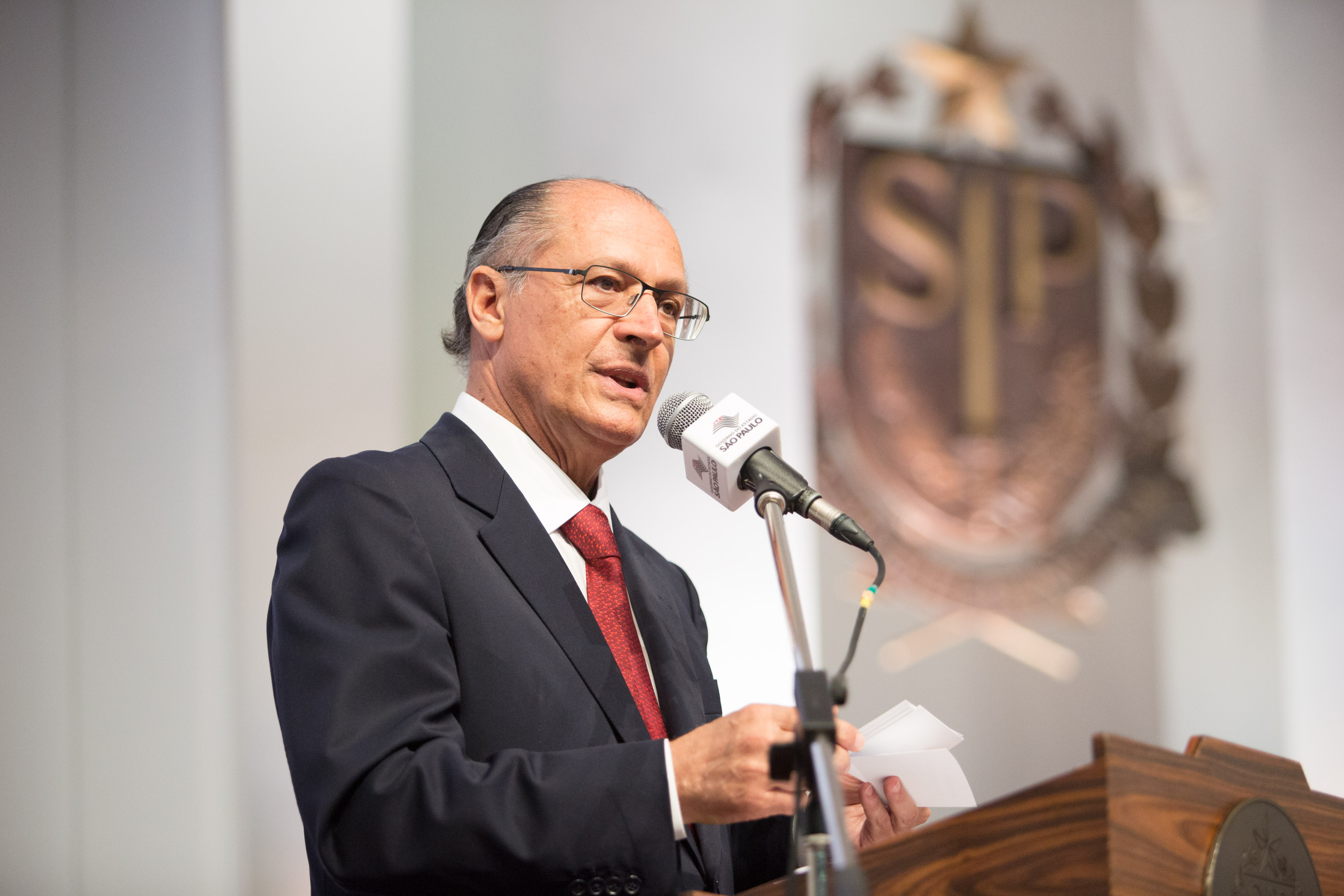
Discurso de posse como governador em janeiro de 2015

O diretório estadual tucano oficializou a candidatura de Alckmin à reeleição em 29 de junho de 2014. A coligação encabeçada por ele recebeu o nome de "Aqui é São Paulo" e foi composta por catorze partidos. Segundo a coluna Painel da Folha de S.Paulo, o nome da coligação pretende "apelar ao orgulho paulista". O candidato a vice-governador foi o deputado federal Márcio França, do Partido Socialista Brasileiro (PSB). A coligação teve como candidato ao senado o ex-governador José Serra, que foi eleito.

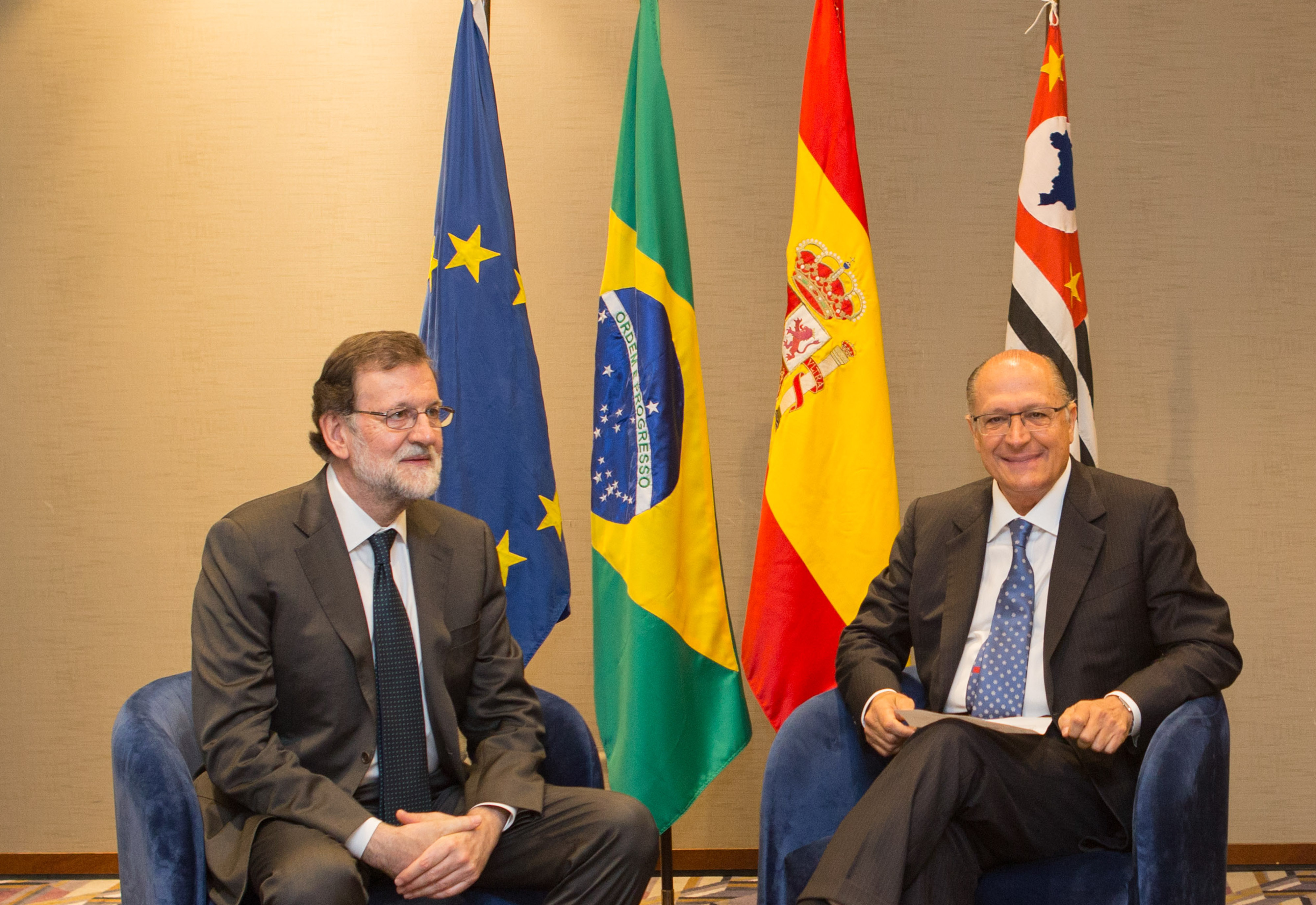
O Governador Geraldo Alckmin, participa de encontro com o Presidente do Governo da Espanha, Mariano Rajoy no Hotel Hilton em São Paulo. 25 de abril de 2017

Alckmin liderou todas as pesquisas de intenções de votos realizadas. No primeiro turno, ocorrido em 5 de outubro de 2014, ele foi reeleito com 12,2 milhões de votos (57,31%), sendo o segundo maior percentual de votos desdea redemocratização. A diferença em relação ao segundo colocado, Paulo Skaf, foi de 7,6 milhões de votos. Alckmin venceu em 644 das 645 cidades paulistas. Sua vitória garantiu o sexto mandato consecutivo do PSDB no comando do Palácio dos Bandeirantes.

### Quarto mandato; 2015–2018
Alckmin tomou posse pela quarta vez como governador de São Paulo em 1º de janeiro de 2015. Ele foi empossado em cerimônia solene na Assembleia Legislativa, juntamente com o vice-governador eleito, Márcio França, e com os 25 secretários.
Em 6 de abril de 2018, Alckmin deixou o governo para se dedicar a candidatura a Presidência da República, sendo sucedido pelo vice-governador Márcio França.

## Presidente do PSDB e campanha presidencial de 2018

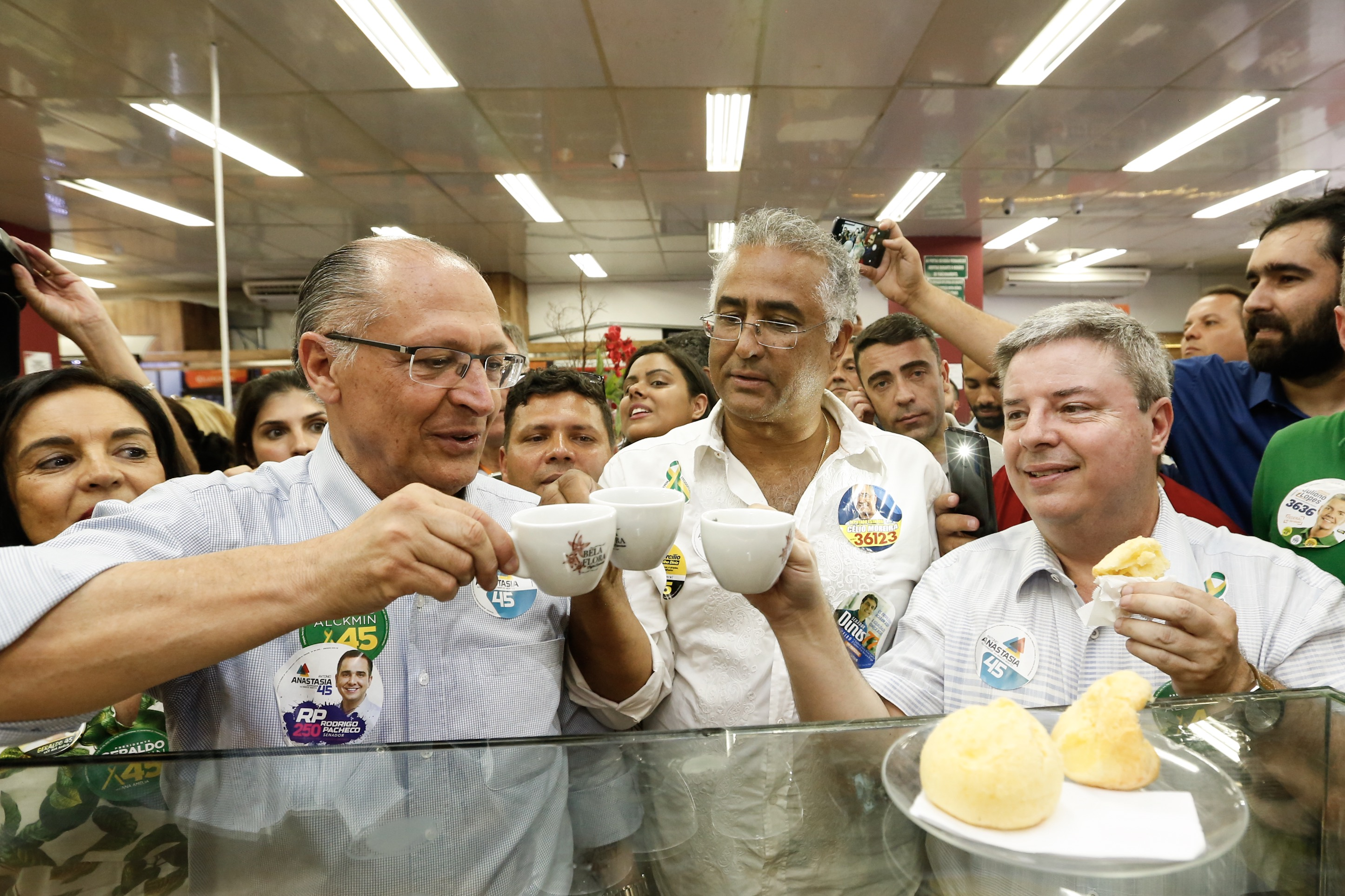
Alckmin com o senador Antonio Anastasia durante evento de campanha, em setembro de 2018.

Em 9 de dezembro de 2017, Alckmin  foi eleito presidente nacional do PSDB, substituindo o senador mineiro Aécio Neves. A convenção que o elegeu com 470 votos a 3, foi uma das maiores da história do partido, com mais de quatro mil presentes.
Após a eleição como presidente do PSDB, em 9 de dezembro de 2017, Alckmin lançou sua pré-candidatura ao Planalto. Em 23 de fevereiro de 2018, após a desistência do prefeito manauara Arthur Virgílio Neto, virou candidato único das prévias. A cúpula do partido homologou em 6 de março de 2018 a candidatura de Alckmin.
Ao deixar o governo paulista, Alckmin perdeu o foro privilegiado e passou a ser investigado pela Justiça Eleitoral de primeira instância devido a alegação, refutada por Alckmin, de que a empreiteira Odebrecht (atual Novonor) repassou-lhe ilicitamente 10 milhões de reais nas campanhas de 2010 e 2014.
No início de maio de 2018, Alckmin anunciou seu time de comunicação, com Luis Felipe D'Avila no comando e Lula Guimarães como marqueteiro da campanha, Marcelo Vitorino como responsável da área digital, Rodrigo de Almeida, Carlos Graieb e Marcio Aith. Em meados do mesmo mês, anunciou sua equipe econômica, entre eles, dois integrantes da equipe que criou o Plano Real, Edmar Bacha e Pérsio Arida. No final de julho, fechou uma aliança com os partidos do "centrão", um bloco formado por PP, DEM, PR, PRB e Solidariedade. Em agosto, Alckmin anunciou que a senadora Ana Amélia Lemos, do PP do Rio Grande do Sul, havia aceitado seu convite para ser a candidata a vice-presidente de sua chapa. No final do mês, diante das dificuldades para subir nas pesquisas, Alckmin trocou o comando do seu marketing digital: Alexandre Inagaki assumiu o lugar de Vitorino, e este passou a cuidar da mobilização da militância.
Em setembro de 2018, o Ministério Público de São Paulo acusou Alckmin de improbidade administrativa, em um processo que era acusado de receber 9,9 milhões de reais em forma de caixa 2 pagos pela Odebrecht (atual Novonor) durante sua campanha para o governo do estado de São Paulo em 2014. A ação do Ministério Público solicitou, ainda, o bloqueio de seus bens e suspensão de seus direitos políticos. Conforme relato dos delatores, parte dos repasse das propinas era feito ao empresário Adhemar Cesar Ribeiro, irmão de Lu Alckmin.
Alckmin terminou a eleição em quarto lugar, com 5 096 349 votos (4,76%), o pior resultado para um candidato do PSDB à presidência da República. Para o segundo turno, o PSDB decidiu, através das deliberações presididas por Alckmin, pela neutralidade, liberando seus militantes a apoiarem Fernando Haddad ou Jair Bolsonaro.

## Vice-presidente da República

### Eleição presidencial de 2022

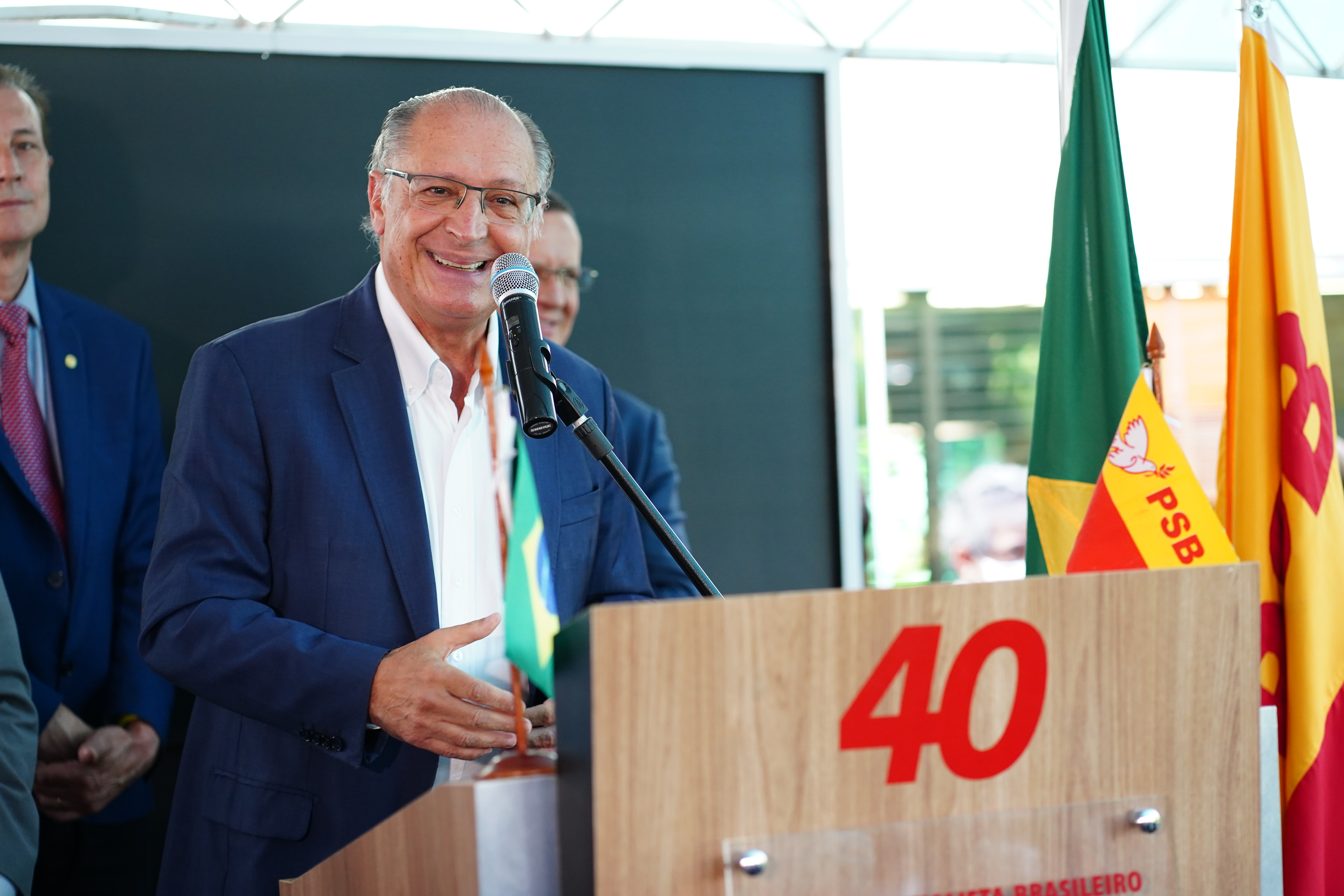
Alckmin, durante ato de filiação ao PSB, março de 2022.

Em dezembro de 2021, Alckmin desfiliou-se do Partido da Social Democracia Brasileira após 33 anos. Seu aliado político Márcio França afirmou que Alckmin poderia se filiar ao Partido Socialista Brasileiro (PSB) para formar uma chapa com Luiz Inácio Lula da Silva (PT) e disputar o Palácio do Planalto em 2022, sendo vice do petista, o que viria a se confirmar durante o mês de março de 2022, quando anunciou sua filiação no dia 7 e confirmou-a no dia 18 do mesmo mês, ao citar a frase "Não vamos desistir do Brasil", dita pelo ex-governador pernambucano Eduardo Campos, antigo filiado do partido, falecido em um acidente aéreo no decorrer de sua campanha à presidência em 2014. A filiação foi oficializada em 23 de março.

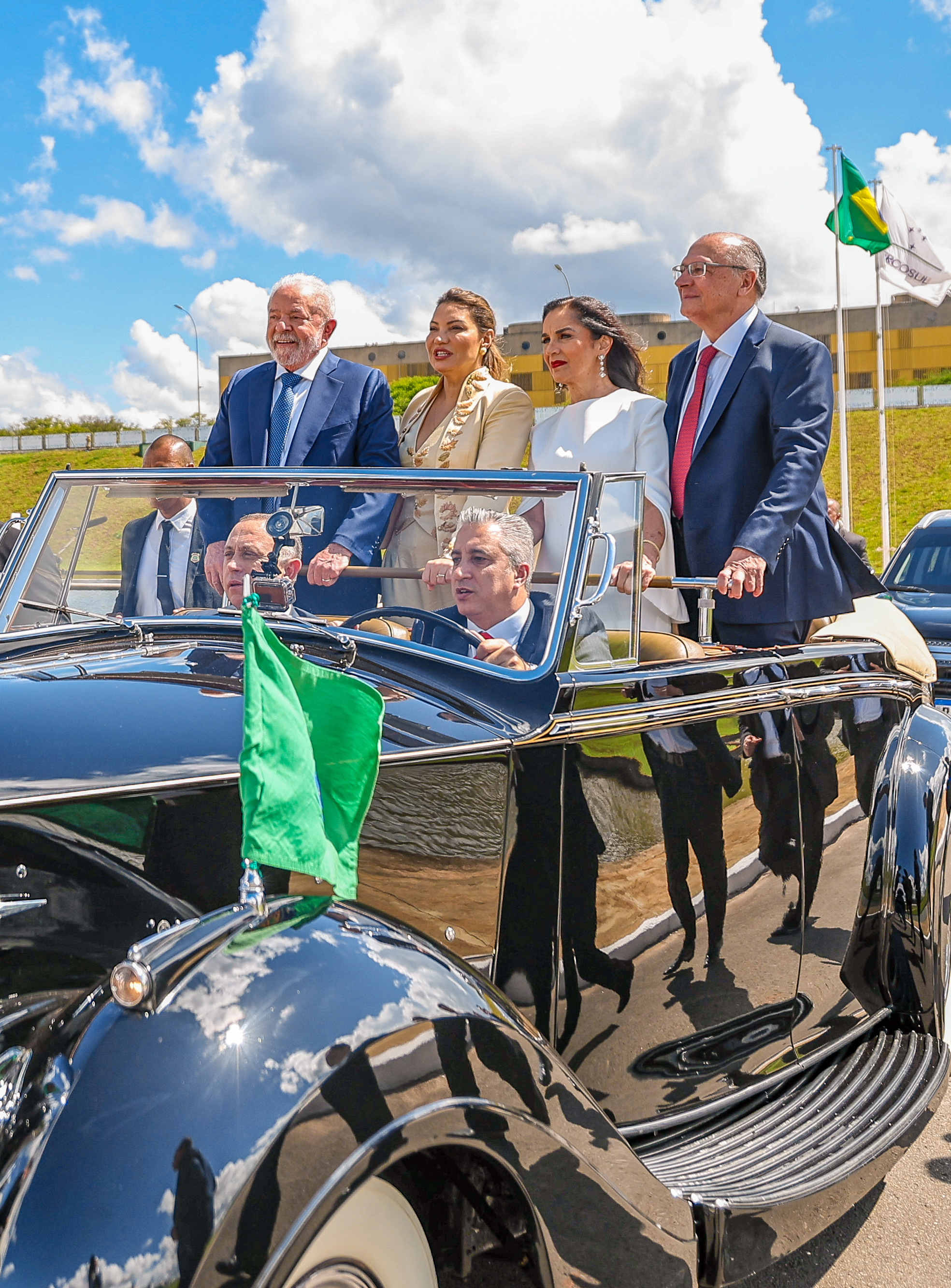
Geraldo e sua esposa Lu Alckmin desfilam no Rolls-Royce Presidencial na posse presidencial em 1º de janeiro de 2023. Junto a eles estão o Presidente Lula e sua esposa Janja.

Foi anunciado em 8 de abril como pré-candidato a vice-presidente da República na chapa do ex-presidente Luiz Inácio Lula da Silva (FE BRASIL), sendo a candidatura oficializada pelo PSB em 29 de julho de 2022.

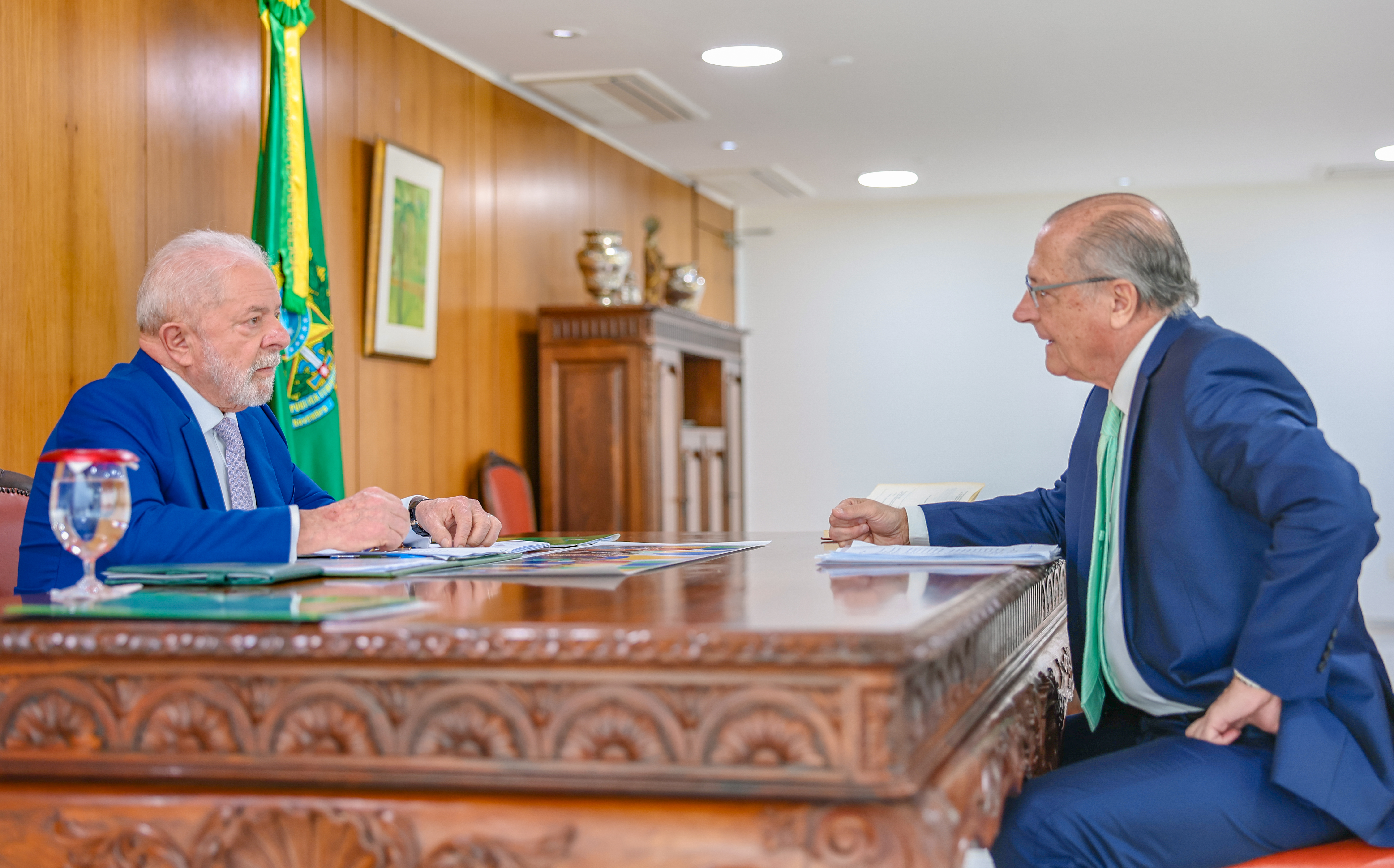
Presidente Lula durante audiência com Ministro do Desenvolvimento, Indústria, Comércio e Serviços, Vice-Presidente da República, Geraldo Alckmin. 13 de janeiro de 2023

A chapa Lula-Alckmin venceu o segundo turno das eleições de 2022, em 30 de outubro, derrotando a chapa do presidente em exercício, Jair Bolsonaro (PL).

### Vice-presidência
Em 1 de novembro de 2022, Alckmin foi designado para coordenar o gabinete de transição governamental.
Assumiu a Presidência da República pela primeira vez - de forma interina - por ocasião da viagem do presidente Luiz Inácio Lula da Silva à Argentina, para participar da Comunidade de Estados Latino-Americanos e Caribenhos (Celac), um dos principais blocos de debates políticos da região.
Em fevereiro de 2024, Alckmin tornou-se o vice-presidente que mais assumiu a Presidência nos primeiros 14 meses de um governo desde a redemocratização: foram 82 dias no comando do país.

### Ministro do Desenvolvimento, Indústria, Comércio e Serviços
Em 22 de dezembro de 2022, Alckmin foi anunciado como o Ministro do Desenvolvimento, Indústria, Comércio e Serviços do terceiro governo Lula.

## Honrarias
Alckmin possui pelo menos quatro títulos de doutor honoris causa:
- Concedido em julho de 2001, pela Universidade de Taubaté, sua alma mater;[174]
- Em maio de 2002, concedido pela FECAP;[175]
- Em maio de 2003, concedido pela Faculdade de Ciências Médicas da Santa Casa de São Paulo; e[176]
- Em maio de 2011, concedido pela Centro Universitário das Faculdades Metropolitanas Unidas.[177]

## Cronologia sumária

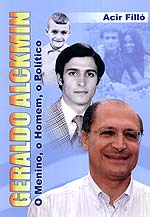
Livro com a cronologia biográfica de Alckmin, de autoria de Acir Filló.

## Desempenho eleitoral
| Ano  | Eleição                      | Cargo             | Partido                                                                                    | Partido | Coligação                                                                                                 | Vice/Titular                | Total      | Total      | Total         | Resultado     | Ref.    |
| Ano  | Eleição                      | Cargo             | Partido                                                                                    | Partido | Coligação                                                                                                 | Vice/Titular                | Turno      | Votos      | %             | Resultado     | Ref.    |
| ---- | ---------------------------- | ----------------- | ------------------------------------------------------------------------------------------ | ------- | --- | --------------------------- | ---------- | ---------- | ------------- | ------------- | ------- |
| 1972 | Municipal de Pindamonhangaba | Vereador          |                                                                                            | MDB     | Isolado                                                                                                   | Sem Vice                    | 1º         | 1.447      |               | Eleito        |         |
| 1976 | Municipal de Pindamonhangaba | Prefeito          | Isolado                                                                                    | MDB     | Desconhecido                                                                                              | 1º                          | 4.594      | 23,83%     | Eleito        |               |         |
| 1982 | Estadual de São Paulo        | Deputado Estadual |                                                                                            | PMDB    | Isolado                                                                                                   | Sem Vice                    | 1º         | 96.232     | 0,91%         | Eleito        |         |
| 1986 | Estadual de São Paulo        | Deputado Federal  | Isolado                                                                                    | PMDB    | Sem Vice                                                                                                  | 1º                          | 125.127    | 0,81%      | Eleito        |               |         |
| 1990 | Estadual de São Paulo        | Deputado Federal  |                                                                                            | PSDB    | Isolado                                                                                                   | Sem Vice                    | 1º         | 55.639     | 0,32%         | Eleito        |         |
| 1994 | Estadual de São Paulo        | Vice-governador   | Compromisso com São Paulo (PSDB, PFL)                                                      | PSDB    | Titular: Mário Covas (PSDB)                                                                               | 1º                          | 6.574.517  | 46,84%     | Segundo turno | [ 178 ]       |         |
| 1994 | Estadual de São Paulo        | Vice-governador   | Compromisso com São Paulo (PSDB, PFL)                                                      | PSDB    | Titular: Mário Covas (PSDB)                                                                               | 2º                          | 8.661.960  | 56,12%     | Eleito        | [ 178 ]       |         |
| 1998 | Estadual de São Paulo        | Vice-governador   | São Paulo no Rumo Certo (PSDB, PTB, PSD)                                                   | PSDB    | Titular: Mário Covas (PSDB)                                                                               | 1º                          | 3.813.186  | 22,95%     | Segundo turno | [ 179 ]       |         |
| 1998 | Estadual de São Paulo        | Vice-governador   | São Paulo no Rumo Certo (PSDB, PTB, PSD)                                                   | PSDB    | Titular: Mário Covas (PSDB)                                                                               | 2º                          | 9.800.253  | 55,37%     | Eleito        | [ 179 ]       |         |
| 2000 | Municipal de São Paulo       | Prefeito          | Respeito por São Paulo (PSDB, PTB, PV, PSD, PRP)                                           | PSDB    | Vice: Campos Machado (PTB)                                                                                | 1º                          | 952.890    | 17,26%     | Não eleito    | [ 180 ]       |         |
| 2002 | Estadual de São Paulo        | Governador        | São Paulo em Boas Mãos (PSDB, PFL, PSD)                                                    | PSDB    | Vice: Cláudio Lembo (PFL)                                                                                 | 1º                          | 7.505.486  | 38,28%     | Segundo turno | [ 181 ]       |         |
| 2002 | Estadual de São Paulo        | Governador        | São Paulo em Boas Mãos (PSDB, PFL, PSD)                                                    | PSDB    | Vice: Cláudio Lembo (PFL)                                                                                 | 2º                          | 12.008.819 | 58,64%     | Eleito        | [ 181 ]       |         |
| 2006 | Presidencial do Brasil       | Presidente        | Por um Brasil Decente (PSDB, PFL)                                                          | PSDB    | Vice: José Jorge (PFL)                                                                                    | 1º                          | 39.968.369 | 41,62%     | Segundo turno | [ 182 ]       |         |
| 2006 | Presidencial do Brasil       | Presidente        | Por um Brasil Decente (PSDB, PFL)                                                          | PSDB    | Vice: José Jorge (PFL)                                                                                    | 2º                          | 37.543.178 | 39,17%     | Não eleito    | [ 182 ]       |         |
| 2008 | Municipal de São Paulo       | Prefeito          | São Paulo na Melhor Direção (PSDB, PTB, PHS, PSL, PSDC)                                    | PSDB    | Vice: Campos Machado (PTB)                                                                                | 1º                          | 1.431.670  | 22,48%     | Não eleito    | [ 183 ]       |         |
| 2010 | Estadual de São Paulo        | Governador        | Unidos por São Paulo (PSDB, DEM, PMDB, PPS, PSC, PHS, PMN)                                 | PSDB    | Vice: Afif Domingos (DEM)                                                                                 | 1º                          | 11.519.314 | 50,63%     | Eleito        | [ 184 ]       |         |
| 2014 | Estadual de São Paulo        | Governador        | Aqui é São Paulo (PSDB, PSB, DEM, PRB, SD, PPS, PSC, PSL, PEN, PMN, PSDC, PTC, PTN, PTdoB) | PSDB    | Vice: Márcio França (PSB)                                                                                 | 1º                          | 12 230 807 | 57,31%     | Eleito        | [ 185 ]       |         |
| 2018 | Presidencial do Brasil       | Presidente        | Para Unir o Brasil (PSDB, PP, PTB, PSD, PR, PRB, DEM, SD, PPS)                             | PSDB    | Vice: Ana Amélia Lemos (PP)                                                                               | 1º                          | 5.096.350  | 4,76%      | Não eleito    | [ 186 ]       |         |
| 2022 | Presidencial do Brasil       | Vice-Presidente   |                                                                                            | PSB     | Brasil da Esperança (FE. Brasil [PT, PV, PCdoB], FE. PSOL REDE [PSOL, REDE], PSB, SD, Avante, Agir, PROS) | Titular: Lula da Silva (PT) | 1º         | 57.259.504 | 48,43%        | Segundo turno | [ 187 ] |
| 2022 | Presidencial do Brasil       | Vice-Presidente   | 2º                                                                                         | PSB     | Brasil da Esperança (FE. Brasil [PT, PV, PCdoB], FE. PSOL REDE [PSOL, REDE], PSB, SD, Avante, Agir, PROS) | Titular: Lula da Silva (PT) | 60.345.999 | 50,90%     | Eleito        |               | [ 187 ] |